# Alexis Hunter
Alexis Hunter (* 4. November 1948 in Auckland; † 24. Februar 2014 in London) war eine neuseeländische Malerin und Fotografin. Sie war für ihre Beiträge zum radikal-feministischen Kunstgenre im England der 1970er Jahre bekannt. Sie setzte sich in ihrer Konzeptkunst mit feministischen Theorien auseinander und kritisierte die Sexualisierung und Objektivierung von Frauen. Alexis Hunter arbeitete fast ausschließlich mit sequentiellen Erzählungen, die sie in Serien von Fotografien präsentiert.

## Leben
Alexis Hunter stammt ursprünglich aus Neuseeland. Ihre Eltern Joan (geborene Atthill) und Jack waren im Jahre 1947 mit ihrer Süßwarenfirma „Sweetacres“ von Sydney nach Titirangi in der Nähe von Auckland gezogen. Diese Gegend war bei Einwandern aus Holland, Deutschland und Schweden sehr beliebt, die Ideen zu Politik, sexueller Vielfalt, Interesse an anderen Kulturen und Bedeutung von Kunst mit in das Dorf. Von 1966 bis 1969 besuchte sie die Elam School of Fine Arts (University of Auckland), wo sie von den sozialistischen Ideen ihres Lehrers Colin McCahon beeinflusst wurde. Ende der 60er-Jahre fuhr Hunter mit der zukünftigen Filmproduzentin Janine Dickins per Anhalter durch Australien zu reisen.
1972 zog sie nach London, um sich ihrer Zwillingsschwester Alyson, einer Fotografin und ihrem Partner Darcy Lange, einem Künstler, Dokumentarfotografen und Filmemacher anzuschließen und ihre künstlerische Karriere voranzutreiben. Sie war politisch aktiv und engagierte sich intensiv in der aufstrebenden feministischen Szene. Zwischen 1972 und 1975 war sie zusammen mit Tina Keane, Mary Kelly, Margaret Harrison und Annabel Nicolson Mitglied in der Frauenwerkstatt der Künstlervereinigung in London, von 1976 bis 1977 Mitglied der Women's Art Alliance. Angeregt wurde die Künstlerin durch die Arbeiten des amerikanischen Konzeptkünstlers Douglas Huebler. Seit 1980 stellte Alexis Hunter nicht mehr ausschließlich in öffentlichen Galerien aus und begann damit, einige weniger offen politische Werke in der privaten Londoner Galerie von Richard Saltoun zu zeigen. 1986 heiratete Alexis Hunter Baxter Mitchell. Gemeinsam besaßen sie den „Falcon Pub“ in Camden Town im Norden Londons, einen der großen Indie-Rock Musiklokale der späten 1980er und 90er Jahre, in dem Pulp, Blur und Oasis spielten. 1987 war sie als außerordentliche Professorin für Malerei und Fotografie an der University of Houston in Texas tätig.
In den frühen 2000er Jahren schloss sich Alexis Hunter den Stuckisten an, einer internationalen britischen Kunstbewegung mit dem Ziel, die figurative Malerei zu fördern. Hunters Beitrag zum Stuckismus war eine Fusion von symbolistischer Atmosphäre mit neoexpressionistischen Gesten, die zunehmend auf der ironischen Nachahmung der individuellen Stile kanonischer männlicher Maler beruhte. Im Jahre 2008 gründete Hunter die „Camden Stuckist group“ in London. Neben London arbeitete Michelle Hunter auch in Beaurainville.
Um ihren Lebensunterhalt zu verdienen, arbeitete Alexis Hunter als Freiberuflerin in den Bereichen Werbung, Werbefilm und Animation für kommerzielle Filmfirmen. Unter anderem war sie an dem Kinderbuch The Snowman von Raymond Briggs beteiligt sowie an den Filmen Star Wars, Alien und später an Arielle, die Meerjungfrau.
Trotz des britischen Akzents der Arbeiterklasse, den sie annahm, blieb Alexis Hunter eng mit ihrer neuseeländischen Identität verbunden. Ihre Fotografie europäischer Tätowierungen entstand aus ihrer Wut darüber, dass Tätowierungen in einem Vortrag an der Royal Academy of Arts zu wenig gewürdigt wurden und diese in der Maori-Kultur eine große Bedeutung haben.
Alexis Hunter erlitt eine Motoneuron-Erkrankung und kommunizierte zuletzt über einen elektronischen Notizblock. Sie starb im Alter von 65 Jahren.

## Werk
Alexis Hunter setzt sich in ihren Werken radikal mit feministischen Aspekten, Normen der Sexualisierung, Objektifizierung und Verführung auseinander. Kurz vor ihrem Tod äußerte sie sich zur Zukunft der dritten Welle des Feminismus folgendermaßen:

„The only way of keeping this alive is by supplanting the word with a new voice of vibrant new feminists utilising Facebook and net petitions. This third-wave feminism has all the frontiership of the radical feminists of the 1970s.“

Ihr Werk beinhaltet vor allem fotonarrative Sequenzen. Ihre Fotografien werden dabei oft in Abfolgen mehrerer Bilder präsentiert, wobei der Schwerpunkt stark auf einzelnen Körperteilen der männlichen Figur und den Händen der Frau liegt. Sie nutzte die visuelle Sprache der Werbung und der kommerziellen Kunst, um Themen rund um sexuelle Gewalt und die Konstruktion von Geschlecht zu thematisieren. Sie experimentierte mit Farbe auf Fotosequenzen.
- 1972 – 1976: Sexual Rapport[10][A 1]
- 1973: Approach to Fear: Voyeurism[4][6][A 2]
- 1974: The Objects Series, Schwarz-Weiß-Fotografien[11] 1974: Identity Crises[4][A 3]
- 1974: The Model’s Revenge III, Richard Saltoun Gallery[5][11][12][13][A 4]
- 1974 – 1975: The Objects Series, Öl auf Leinwand, Auckland Art Gallery Toi O Tamaki[14][A 5]
- 1975: D_omestic Warfare_[12][A 6]
- 1975: Sexual Warfare[8][A 7]
- 1976: Approach to Fear VIII: Contamination – contaminate[11][15]
- 1976 – 1988: Passionate Instincts – Serie von Gemälden, Fotografien und Filmen[16]
- 1977: Approach to Fear II: Change – Decisive Action[17][A 8]
- 1977: Approach to Fear XI: Effeminacy - productive action[7]
- 1977: Burning Shoe[12][A 9]
- 1977: Approach to Fear: XVII: Masculinisation of Society - exorcise. 10 Fotografien. Tate Gallery of Modern Art, London[2][4][11][A 10]
- 1977: Violence: Destruction of Evidence[5]
- 1977: Approach to Fear XIII: Pain – Destruction of Cause. Tate Gallery of Modern Art, London[9][11][A 11]
- 1977/2010: Self-Portrait[18]
- 1978: Gender confusion incubus/succubus II, Museum of New Zealand Te Papa Tongarewa, Wellington[15]
- 1978: Oh No! 49 Farbfotos auf einem Brett montiert[19]
- 1978: Approach to Fear XIX: Voyeurism – exposure, Museum of New Zealand Te Papa Tongarewa, Wellington[17]
- 1978: The Marxist's Wife (still does the housework). 20 Farblaserkopien auf Archivpapier in 4 gerahmten Tafeln[1][3][A 12]
- 1978: Dialogue with a Rapist - Fotoserie[8][20][A 13]
- 1979: Domestic Warfare. 20 Fotografien (gedruckt 2012)[21][A 14]
- Ca. 1985: Untitled (Woman and Beast Series)[22][A 15]
- 1988/1989: Filthy Lucre – Study, Öl auf Leinwand[11]
- 1989: Camden Town – Study, Öl auf Leinwand[11]
- 1989/1990: Automatic Study for Muse of War[11]

## Ausstellungen
Hunters Kunstwerke wurden auf der ganzen Welt ausgestellt, unter anderem in England, Neuseeland und Wales.
- 1973: The Artist`s Union Women’s Workshop Manifesto, Almost Free Theatre, London[3]
- 1975: Space Open Studios Tabernacle street, London[3]
- 1975: Sexuality and Socialisation, Northern Arts Gallery, Newcastle-upon-Tyne[3]
- 1975: Three Artists, New Zealand House, London[3]
- 1975: Junge Britische Grafik, Hamburg[3]
- 1975: British Realists, Ikon Gallery, Birmingham[3]
- 1977: Hayward Gallery, London[6]
- 1977: Whitechapel Open, Whitechapel Art Gallery, London[3]
- 1977: Hayward Gallery, London[3]
- 1977: Alexis Hunter / Towards a Feminist Perception, Woman's Free Arts Alliance, London[3]
- 1978: Arts for Society, Whitechapel Art Gallery, London[3]
- 1978: Arts for Society, Whitechapel Art Gallery, Belfast[3]
- 1978: Alexis Hunter / Approaches to Fear, Institute of Contemporary Arts, London[3]
- 1978: Hayward Annual, Hayward Gallery, London[9][3]
- 1979: Alexis Hunter: Approaches to Fear, Bristol Arts Laboratory, Bristol[3]
- 1979: Artery Magazine 10th Anniversary Exhibition, Wildcat Theatre, Edinburgh[3]
- 1979: Camden Artists Group, Camden Arts Centre, London[3]
- 1979: Un Certain Art, Musée d’art modern de la Ville de Paris, Paris[3]
- 1979: JP2, Palais des Beaux-Arts de Bruxelles, Brüssel[3]
- 1979: Both Sides Now, Artemisia Gallery, Chicago[3]
- 1979: Artists of the British Left, Artist’s Space, New York[3]
- 1979: Three Perspectives on Photography, Hayward Gallery, London[3]
- 1980: Alexis Hunter / Sequential Xerox Work, New 57 Gallery, Edinburgh[3]
- 1980: A Woman’s View, Edward Totah Gallery, London[3]
- 1980: Issue, Social Strategies by Women Artists, Institute of Contemporary Arts, London[3]
- 1980: Works on Paper, Art for Industry, Lloyds Bank, London[3]
- 1981: Summer Exhibition, Serpentine Gallery, London[3]
- 1981: Alexis Hunter / Sequential Xerox Work, Edward Totah Gallery, London[3]
- 1981: Hommage aux Artistes Inconnues, Paris[3]
- 1981: Bodies of Artists, Paris[3]
- 1981: Bodies of Artists, Skibsby Artcenter, Hjørring, Dänemark[3]
- 1982: Photo(Graphic) Vision, The Winchester Gallery, Winchester[3]
- 1982: Alexis Hunter / Sequential Xerox Work, RKS Art, Auckland[3]
- 1982: Greater London Arts Council Acquisitions, Kingston Museum and Art Gallery, Surrey[3]
- 1982: Arteder 82, Feria Internacional de Muestras de Bilbao, Bilbao[3]
- 1982: Sense and Sensibility in Feminist Art Practice, The Midland Group, Nottingham[3]
- 1982: Alexis Hunter / Photographic Narrative Sequences, Brooker Gallery, Wellington[3]
- 1982: Biennale of Sydney, Sydney[3][6]
- 1983: Extended Media, Sheffield Polytechnic, Sheffield[3]
- 1985: Contemporary Acquisitions, Imperial War Museum, London[3]
- 1985: Alexis Hunter / Conflicts of the Psyche, Chapter Arts Centre, Cardiff[3]
- 1986: Hand Signals, Ikon Gallery, Birmingham[3]
- 1989: Alexis Hunter: Fears/Dreams/Desires. A survey exhibition 1976-1988, Auckland Art Gallery, Auckland[9][23]
- 1990: Identity and Desire – representing the body, University of Strathclyde, Glasgow[3]
- 1992: 20th Century Women’s Art, New Hall, Cambridge University, Cambridge[3]
- 1993: Alter/Image, Feminism and Representation in New Zealand Art 1973 - 1993, Wellington City Gallery, Wellington[3]
- 1994: Fantasy: an exhibition of the work of 15 contemporary British women artists, Vereinigte Arabische Emirate[8][24]
- 1996: Um Kunstlicht, Photography in the 20th Century, Kunsthaus Zürich, Zürich[3]
- 1997: The Impossible Document, Photography and Conceptual Art in Britain 1966 - 1976, Cameraworks Gallery, London[3][5]
- 2000: Live in Your Head: Concept and Experiment in Britain 1965 - 1975, Whitechapel Art Gallery, London[3]
- 2000: Live in Your Head: Concept and Experiment in Britain 1965 - 1975, National Museum of Modern Art, Lissabon[3]
- 2000: Alexis Hunter / Interface Illusions, New Hall, Cambridge University, Cambridge[3]
- 2000: Alexis Hunter / Introduction to Feminist Photographs, Gerry’s Private Members Club, London[3]
- 2006: Alexis Hunter / Radical Feminism, Norwich Gallery, Norwich[3]
- 2006: work[w3:k], Palais Fugger-Taxis, Innsbruck[3]
- 2006: Alexis Hunter: Radical Feminism in the 1970s, Norwich Gallery, Norwich[9]
- 2006: work, Ormeau Baths Gallery, Belfast[25]
- 2006: work, The Glucksman, Cork[25]
- 2007: WACK! Art and the Feminist Revolution, Museum of Contemporary Art, Los Angeles[1]
- 2007: WACK! Art and the Feminist Revolution, National Museum of Women in the Arts, Washington[25]
- 2007: Alexis Hunter / Radical Feminism Part One, Whitespace Contemporary Art, Auckland[3]
- 2007: Alexis Hunter / Radykalny feminism w latach 70, Bunkier Sztuki, Krakau[3]
- 2007: I Won’t have Sex with You as Long as We’re Married, London30
- 2008: Alexis Hunter, OPEN SPACE, Art Cologne, Köln[3]
- 2008: No Such Thing As Society, Arts Council Collection, Hayward[3]
- 2008: No Such Thing As Society, Schloss Ujazdowski, Warschau[25]
- 2008: WACK! Art and the Feminist Revolution, Vancouver Art Gallery, Vancouver[25]
- 2008: WACK! Art and the Feminist Revolution, MoMA PS1, New York City[25]
- 2009: We Passed By, Multimedia Installation, Le Petit Ferme, Pas de Calais[3]
- 2010: me maskulin, King’s College London, London[3]
- 2010: me maskulin, ArtsBar, London[3]
- 2010: This Could Happen To You, Ikon Gallery, Birmingham[3]
- 2012: Norwich University Archive, Norwich University[3]
- 2013: Alexis Hunter & Jo Spence, Richard Saltoun Gallery, London[26]
- 2013: Hinterfragte Männlichkeit, Kunstmuseum Bern, Bern[25]
- 2013: Taking matters into our own hands, Richard Saltoun und Karsten Schubert, London[3]
- 2014: Keywords. Art, Society and Culture in 1980s Britain, Tate Liverpool, Liverpool[25]
- 2015: Feministische Avantgarde der 1970er Jahre, Hamburger Kunsthalle, Hamburg[25]
- 2016: Ein Schelm, wer Böses dabei denkt, Künstlerhaus Bremen, Bremen[25]
- 2016: Fragments of a World, Adam Art Gallery Te Pataka Toi, Wellington[25]
- 2017: Feministische Avantgarde der 1970er-Jahre aus der Sammlung Verbund Wien, Museum moderner Kunst Stiftung Ludwig Wien, Wien[4][25]
- 2017: Feministische Avantgarde der 1970er-Jahre aus der Sammlung Verbund Wien, Zentrum für Kunst und Medien, Karlsruhe[25]
- 2017: Alexis Hunter, Estate, Trish Clark Gallery, Auckland[13]
- 2018: Linder. The House of Fame, Nottingham Contemporary, Nottingham[25]
- 2018: WOMEN LOOK AT WOMEN, Richard Saltoun Gallery, London[25]
- 2020: Money Art Sex Part 1: A Goddess confronting Patriarchy. Richard Saltoun Gallery, London[27]
- 2020/2021: Alexis Hunter: Money Art Sex ‘Part 2: Callisto’, Richard Saltoun Gallery, London[19]
- 2022: Passionate Instincts, Margate School, Margate (Kent)[16]
- 2022/2023: Empowerment. Kunstmuseum Wolfsburg, Wolfsburg[20]
- 2023: I’ll be Your Mirror (virtuelle Ausstellung), Courtauld Institute of Art, London[3]
- 2023: Lou Hubbard and Alexis Hunter - An Emergency Exit Sealed Shut, Kunstverein Amsterdam, Amsterdam[28]
- 2023/2024: Women in Revolt! Art and Activism in the UK 1970-1990 review – a monumental social history, Tate Britain, London[29][30]
- 2024: 10 Seconds, Richard Saltoun Gallery, London[31]

## Rezeption
Kathy Battista beschrieb Alexis Hunters Kunst als „an important contribution to Britain’s feminist movement within the visual arts“.
Die Kunstkritikerin Lucy Lippard beschrieb 1981, wie Hunters Serie „Approach to Fear“ das in den Massenmedien übliche Motiv der körperlosen Hand verwendet und es ironisiert.

„The protagonist’s well-manicured, jewelled hands are in themselves consumer items – part of the fragmentation of the objectified female. They look the way women’s hands are supposed to look, the way they look in advertising, delicately and sensitively touching the objects … But these hands are not doing what they are supposed to be doing. There’s the catch … The aggressiveness lurking in that stylishly acceptable hand gives the image much of its tension.“

„Hunter’s photographs … [are] accompanied by an atmosphere of perversity and frustration. The frustration is that of the woman, who has been manipulated and struggles to free herself from societal conditioning; the perversity is that of the artist, who is in control and enjoying her power.“

## Publikationen
- Alexis Hunter: Radical Feminism in the 1970s, Norwich Gallery, 2006[32]
- Alexis Hunter: Alexis Hunter, fears, dreams, desires: a survey exhibition 1976-1988, Auckland City Art Gallery, 1989[23]
- Sexual Warfare. Ausstellungskatalog mit Schlüsselwerken von 1968 – 1986, Goldsmiths Press[33]